# Пруцков, Фёдор Максимович
Фёдор Максимович Пруцков (25 августа 1908, Тамбов — 5 августа 1943, Люберцы) — советский лётчик-истребитель, подполковник, командир 16-го истребительного авиационного полка ПВО во время Битвы за Москву.

## Биография
Фёдор Пруцков родился 25 августа 1908 в Тамбове в семье рабочего; в 1934 году он окончил Качинскую первую военную школу летчиков. После окончания училища в звании лейтенанта ВВС Пруцков стал лётчиком 40-й истребительной авиационной эскадрильи, входившей в состав 83-й истребительной авиационной бригады, относившейся к Киевскому военному округу. Затем, в период с ноября 1936 по 26 июля 1937 года, он принимал участие в Гражданской войне в Испании, где летал на советском истребителе И-16: в тот период он сбил два самолёта противника (в составе группы). Был награждён двумя орденами Красного Знамени (02.01.1937, 04.07.1937).
После боёв в Испании Фёдор Пруцков продолжил службу в РККВФ: он стал командиром эскадрильи в Борисоглебской военной школе лётчиков. C 1938 года он занял ту же должность в 57-й Люберецкой истребительной авиационной бригаде. В том же году ему было присвоено воинское звание майора. В январе следующего года он окончил Курсы комиссаров-лётчиков, функционировавшие при Харьковском военном авиационном училище. Затем он был назначен заместителем командира 16-го истребительного авиационного полка ПВО, относившегося к Московскому военному округу. 5 ноября 1939 года Пруцков стал командиром данного полка — согласно приказу Народного комиссара обороны СССР № 04612.
После начала Великой Отечественной войны, с июля 1941 года, Фёдор Пруцков принимал участие в боевых действиях: летал на истребителе МиГ-3. В начале войны он служил в 434-м истребительном авиационном полке, воевавшем на Юго-Западном фронте. В октябре 1941 года ему было присвоено звание подполковника РККВФ. Указом Президиума Верховного Совета СССР от 28 октября 1941 года «за проявленное мужество и умение в отражении налетов фашистской авиации на Москву» подполковник Пруцков — как командир 16-го истребительного авиационного полка — был награждён орденом Ленина. Всего за время войны он сбил пять самолётов противника: четыре лично и один в составе группы.
Весной следующего года Пруцков продолжил службу в отделе истребительной авиации инспекции ВВС: стал инспектором по технике пилотирования. 1 ноября 1942 года — во время перелёта в блокадный Ленинград — из-за плохой погоды Пруцков совершил вынужденную посадку в поле, получив при этом тяжёлые травмы, включая несколько переломов. После выздоровления, состоявшегося к лету 1943 года, он был назначен заместителем начальника Школы высшего пилотажа и воздушного боя в Люберцах. Погиб во время испытательного полета: 5 августа 1943 года, при выполнении испытательного полёта на самолёте Ла-5 с заменённым мотором, самолёт подполковника Пруцкова с заглохшим двигателем задел за верхушки деревьев и перевернулся. Был похоронен на Введенском кладбище в Москве.

## Семья
Жена: Ольга Андреевна Капитонова (с 1933).